# Champvans-les-Moulins
Champvans-les-Moulins és un municipi francès situat al departament del Doubs i a la regió de Borgonya - Franc Comtat. L'any 2007 tenia 333 habitants.

## Demografia

### Població
El 2007 la població de fet de Champvans-les-Moulins era de 333 persones. Hi havia 120 famílies de les quals 20 eren unipersonals (4 homes vivint sols i 16 dones vivint soles), 44 parelles sense fills i 56 parelles amb fills.
La població ha evolucionat segons el següent gràfic:
Habitants censats

### Habitatges
El 2007 hi havia 126 habitatges, 123 eren l'habitatge principal de la família i 3 estaven desocupats. 117 eren cases i 9 eren apartaments. Dels 123 habitatges principals, 107 estaven ocupats pels seus propietaris, 13 estaven llogats i ocupats pels llogaters i 3 estaven cedits a títol gratuït; 3 tenien dues cambres, 11 en tenien tres, 34 en tenien quatre i 75 en tenien cinc o més. 115 habitatges disposaven pel capbaix d'una plaça de pàrquing. A 33 habitatges hi havia un automòbil i a 84 n'hi havia dos o més.

### Piràmide de població
La piràmide de població per edats i sexe el 2009 era:
| Homes | Edats   | Dones |
| ----- | ------- | ----- |
| 0     | 95 o +  | 0     |
| 0     | 90 a 94 | 0     |
| 4     | 85 a 89 | 0     |
| 0     | 80 a 84 | 0     |
| 4     | 75 a 79 | 0     |
| 4     | 70 a 74 | 8     |
| 4     | 65 a 69 | 4     |
| 12    | 60 a 64 | 8     |
| 16    | 55 a 59 | 8     |
| 12    | 50 a 54 | 32    |
| 16    | 45 a 49 | 0     |
| 12    | 40 a 44 | 12    |
| 12    | 35 a 39 | 8     |
| 0     | 30 a 34 | 0     |
| 4     | 25 a 29 | 0     |
| 0     | 20 a 24 | 12    |
| 16    | 15 a 19 | 20    |
| 4     | 10 a 14 | 0     |
| 0     | 5 a 9   | 4     |
| 4     | 0 a 4   | 0     |

## Economia
El 2007 la població en edat de treballar era de 210 persones, 170 eren actives i 40 eren inactives. De les 170 persones actives 160 estaven ocupades (80 homes i 80 dones) i 10 estaven aturades (6 homes i 4 dones). De les 40 persones inactives 20 estaven jubilades, 16 estaven estudiant i 4 estaven classificades com a «altres inactius».

### Ingressos
El 2009 a Champvans-les-Moulins hi havia 123 unitats fiscals que integraven 328,5 persones, la mediana anual d'ingressos fiscals per persona era de 19.331 €.

### Activitats econòmiques
Dels 9 establiments que hi havia el 2007, 2 eren d'empreses de construcció, 1 d'una empresa de comerç i reparació d'automòbils, 2 d'empreses de transport, 1 d'una empresa d'hostatgeria i restauració, 1 d'una empresa immobiliària i 2 d'empreses de serveis.
L'únic servei als particulars que hi havia el 2009 era un restaurant.

## Poblacions més properes
El següent diagrama mostra les poblacions més properes.